# Czaplin (województwo mazowieckie)
Czaplin – wieś sołecka w Polsce położona w województwie mazowieckim, w powiecie piaseczyńskim, w gminie Góra Kalwaria.
W latach 1975–1998 miejscowość administracyjnie należała do województwa warszawskiego.

## Historia
Dobra czaplińskie w 1826 r. zostały nabyte przez Wincentego Kozłowskiego. W 1843 zostały zakupione przez Felicjana Kozłowskiego.
Latem 1865 r. Czaplin odwiedził Oskar Kolberg, gdzie razem z Kornelem Kozłowskim przeprowadzili badania terenowe.